# Heteromyias
Genre
Synonymes
- Iredaleornis Mathews, 1912[2]

Heteromyias est un genre d'oiseaux de la famille des Petroicidae.

## Liste des espèces
Selon la classification de référence du Congrès ornithologique international (version 13.2, 2023) :
- Heteromyias albispecularis (Salvadori, 1876) — Miro cendré
  - Heteromyias albispecularis albispecularis (Salvadori, 1876)
  - Heteromyias albispecularis atricapilla (Mayr, 1931)
  - Heteromyias albispecularis armiti (De Vis, 1894)
  - Heteromyias albispecularis centralis (Rand, 1940)
  - Heteromyias albispecularis rothschildi (Hartert, 1930)
- Heteromyias armiti (De Vis, 1894) — Miro d'Armit
- Heteromyias cinereifrons (Ramsay, EP, 1876) — Miro à tête grise